# La Mézière
La Mézière (tiếng Breton: Magoer, Gallo: La Maézierr) là một xã của tỉnh Ille-et-Vilaine, thuộc vùng Bretagne, miền tây bắc nước Pháp.

## Dân số
Người dân ở La Mézière được gọi là Macériens.
| Năm    | 1962 | 1968 | 1975 | 1982 | 1990 | 1997 | 1998 | 1999 | 2003 | 2004 | 2006 |
| ------ | ---- | ---- | ---- | ---- | ---- | ---- | ---- | ---- | ---- | ---- | ---- |
| Dân số | 920  | 1005 | 1247 | 1614 | 2142 | 2899 | 3062 | 3150 | 3538 | 3682 | 3768 |